# Nyctiophylax kadowakii
Nyctiophylax kadowakii là một loài Trichoptera trong họ Polycentropodidae. Chúng phân bố ở miền Cổ bắc.